# Emil Bobek
Emil Bobek (6. ledna 1883 Víska u Liberce – 3. prosince 1945 Liberec) byl československý politik a meziválečný poslanec Národního shromáždění za Německou křesťansko sociální stranu lidovou.

## Biografie
Pocházel z okolí Liberce. Vyučil se knihkupcem a od roku 1904 učil na soukromé obchodní škole v Liberci. Od roku 1902 člen vedení rakouské křesťanskosociální strany v českých zemích. Roku 1907 založil list Deutsche Rundschau (Německý obzor), který sloužil jako stranický tisk pro oblast severních Čech. Na podzim roku 1918 se aktivně podílel na vzniku separatistické provincie Deutschböhmen. Po vzniku ČSR se zapojil do katolického spolkového života. Od roku 1920 byl také městským radním v Liberci. Klonil se k nacionálnímu křídlu Německé křesťansko sociální strany lidové v ČSR.
V parlamentních volbách v roce 1920 získal za Německou křesťansko sociální stranu lidovou poslanecké křeslo v Národním shromáždění. Mandát obhájil v parlamentních volbách v roce 1925 i parlamentních volbách v roce 1929.
Podle údajů k roku 1929 byl profesí majitelem obchodní školy ve výslužbě a členem městského zastupitelstva v Liberci.
Po obsazení pohraničí nacisty vstoupil do NSDAP. Za druhé světové války byl bankovním úředníkem v Liberci, kde také v roce 1945 zemřel.